# Bell Witch
Pour l'EP de Mercyful Fate, voir The Bell Witch EP.
Pour les articles homonymes, voir Bell.
Bell Witch est un groupe de doom metal américain originaire de Seattle, dans l'État de Washington, formé en 2010. Contrairement à plusieurs groupes du genre, le groupe se caractérise par l'absence de la guitare, utilisant seulement une basse à six cordes pour créer une atmosphère plus mélodique et minimaliste. Depuis lors, ils ont sorti 3 albums studio et une démo. Son troisième album Mirror Reaper est sorti le 20 octobre 2017.

## Biographie
Bell Witch est formé en 2010 par le bassiste Dylan Desmond et le batteur Adrian Guerra. Tous les deux s'occupent également du chant. En 2011, le groupe sort une démo de 4 chansons sur plusieurs labels différents. Après le succès de la démo, ils sortent ensuite deux albums : Longing en 2012 et Four Phantoms en 2015.
La même année, Adrian Guerra quitte le groupe pour des raisons de santé, et est remplacé par Jesse Shreibman à la batterie. La nouvelle de sa mort est annoncée le 17 mai 2016. Le 20 octobre 2017, Bell Witch sort son troisième album Mirror Reaper, qui constitue d'une chanson unique de 83 minutes et rend hommage à Adrian Guerra, qui apparaît posthumement sur l'album. Mirror Reaper est acclamé par les critiques, et apparaît dans de nombreuses listes,,,.

## Membres

### Membres actuels
- Dylan Desmond – basse (depuis 2010)
- Jesse Shreibman – batterie (depuis 2015)

### Ancien membre
- Adrian Guerra – batterie (2010–2015)

## Discographie

### Albums studio
- 2012 : Longing (Profound Lore Records)
- 2015 : Four Phantoms (Profound Lore Records)
- 2017 : Mirror Reaper (Profound Lore Records)
- 2020 : Stygian Bough Volume I (collaboration avec Aerial Ruin; Profound Lore Records)

### Démos
- 2011 : Demo 2011 (plusieurs labels)